# Phân số tối giản
Phân số tối giản là phân số mà có tử số và mẫu số không thể cùng chia hết cho số nào ngoại trừ số 1 (hoặc -1 nếu lấy các số âm). Nói cách khác phân số {\displaystyle {\frac {a}{b}}} là tối giản nếu a và b là nguyên tố cùng nhau, nghĩa là a và b có ước số chung lớn nhất là 1.
Một phân số chưa tối giản có thể chuyển về dạng tối giản bằng cách chia tử số và mẫu số của phân số cho ước số chung lớn nhất của chúng. Có thể dùng giải thuật Euclid hoặc tách số thành các thừa số nguyên tố để tìm ước số chung lớn nhất.